# Entre frères
Entre Frères (2003) es el segundo CD lanzado por el grupo francés de reggae, Kana, el 1 de abril de 2003. Luego de su mediático éxito con su primer álbum, innovaron sus temas, hasta que en abril de 2003, alcanzaron la fama con este disco. Destacando temas como "Pas de problèmes", " Entre frères", "Original", canción cantada totalmente en español, y una de sus canciones más conocidas "L'escargot". Éste es quizás uno de sus más exitosos discos, el cual los lleva a ser reconocidos no solo en Europa, si no por todo el mundo.

## Lista de canciones
- 1. Plantation (03:33)
- 2. Pas De Problèmes (03:39)
- 3. Entre Frères (03:34)
- 4. L'Escargot (03:27)
- 5. Pirogue (04:34)
- 6. Original (05:00)
- 7. Http.Com (04:08)
- 8. Tranquille (04:11)
- 9. L'Héritage (04:21)
- 10. Azúcar Kana (04:50)
- 11. Pourtant Sur Terre (03:40)
- 12. Blabla (03:11)
- 13. Dub est (10:23)

- Datos: Q5834381